# Apocrypta perplexa
Apocrypta perplexa is een vliesvleugelig insect uit de familie Pteromalidae. De wetenschappelijke naam is voor het eerst geldig gepubliceerd in 1855 door Coquerel.